# Voorbahi
Voorbahi – wieś w Estonii, w prowincji Valga, w gminie Põdrala.